# Stomopteryx
Stomopteryx is een geslacht van vlinders van de familie tastermotten (Gelechiidae).

## Soorten
- S. anxia (Meyrick, 1917)
- S. argodoris (Meyrick, 1936)
- S. basalis (Staudinger, 1876)
- S. bathrarcha Meyrick, 1921
- S. biangulata Meyrick, 1921
- S. bivittella (Chrétien, 1915)
- S. bolschewickiella (Caradja, 1920)
- S. calligoni Piskunov, 1982
- S. circaea (Meyrick, 1911)
- S. cirrhocoma (Meyrick, 1914)
- S. coracina Meyrick, 1921
- S. credula (Meyrick, 1927)
- S. delotypa (Janse, 1963)
- S. descarpentriesella (Viette, 1956)
- S. detersella (Zeller, 1847)
- S. deverrae (Walsingham, 1905)
- S. difficilis Janse, 1951
- S. diplodoxa Meyrick, 1936
- S. discolorella Turati, 1924
- S. elachistella (Stainton, 1859)
- S. elaeocoma (Meyrick, 1918)
- S. embrocha Meyrick, 1914
- S. eremopis (Meyrick, 1921)
- S. falkovitshi Piskunov, 1987
- S. flavipalpella Jackh, 1959
- S. flavoclavella Zerny, 1935
- S. frivola Meyrick, 1926
- S. gaesata (Meyrick, 1913)
- S. geryella (Chrétien, 1915)
- S. grandidierella (Viette, 1956)
- S. hungaricella Gozmany, 1957
- S. kermella Chrétien, 1915
- S. lacteolella Turati, 1924
- S. lineolella Eversmann, 1844
- S. luticoma (Meyrick, 1929)
- S. maculatella (Lucas, 1956)
- S. maledicta Meyrick, 1921
- S. maraschella (Caradja, 1920)
- S. melagonella (Constant, 1895)
- S. mongolica Piskunov, 1975

- S. multilineatella (Lucas, 1932)
- S. nigricella (Chrétien, 1915)
- S. nugatricella Rebel, 1893
- S. ochrosema Meyrick, 1932
- S. officiosa Janse, 1951
- S. oncodes (Meyrick, 1913)
- S. orthogonella (Staudinger, 1871)
- S. pallidella Amsel, 1959
- S. pallidipes Janse, 1951
- S. pelomicta Meyrick, 1928
- S. phaeopa Meyrick, 1918
- S. plurivittella (Turati, 1930)
- S. praecipitata Meyrick, 1918
- S. prolapsa Meyrick, 1918
- S. quadripunctella Chrétien, 1915
- S. rastrifera Meyrick, 1918
- S. remissella (Zeller, 1847)
- S. schizogynae (Walsingham, 1908)
- S. semicostella (Staudinger, 1870)
- S. simplexee (Walker, 1864)
- S. speciosella Zerny, 1936
- S. sphenodoxa Meyrick, 1931
- S. splendens (Staudinger, 1881)
- S. symplegadopa Meyrick, 1937
- S. tenuisignella Turati, 1924
- S. tesserapunctella (Amsel, 1935)
- S. thoracica (Meyrick, 1911)
- S. trachyphylla Janse, 1960
- S. wollastoni (Walsingham, 1894)
- S. xanthobasalis (Janse, 1963)
- S. xerochroa (Meyrick, 1921)
- S. yunusemrei Koçak, 1986
- S. zanoni Turati, 1922